# 郭配
郭配（？—？），字仲南，太原郡阳曲县（今山西省太原市）人，三国时曹魏政治人物。是名将郭淮之弟。郭配知名当时，官至城阳郡（治今山东省诸城市）太守。西晋名臣裴秀、賈充都是他的女婿。

## 子女
- 郭配长子郭展，字泰舒。有器度幹用，官至太仆。
- 郭配次子郭豫，字泰宁，官至相国参军，早亡，女儿嫁给王衍。
- 郭配的一个女儿嫁给裴秀，另个女儿郭槐嫁给贾充，即晋惠帝皇后賈南風之母。